# Maadevahe jõgi
Maadevahe jõgi ist ein Bach in der Landgemeinde Saaremaa im Kreis Saare auf der größten estnischen Insel Saaremaa. Er mündet in die Bucht Kõiguste laht. Der Fluss liegt im Naturschutzgebiet Kahtla-Kübassaare hoiuala.
Maadevahe jõgi ist 8,1 Kilometer lang.